# Понт-ан-Огоз
Понт-ан-Огоз (фр. Pont-en-Ogoz) — громада  в Швейцарії в кантоні Фрібур, округ Грюєр.

## Географія
Громада розташована на відстані близько 40 км на південний захід від Берна, 14 км на південь від Фрібура.
Понт-ан-Огоз має площу 10,2 км², з яких на 12,3% дозволяється будівництво (житлове та будівництво доріг), 64,5% використовуються в сільськогосподарських цілях, 22% зайнято лісами, 1,2% не є продуктивними (річки, льодовики або гори).

## Демографія
2019 року в громаді мешкало 1920 осіб (+19,9% порівняно з 2010 роком), іноземців було 12,9%. Густота населення становила 189 осіб/км².
За віковим діапазоном населення розподілялося таким чином: 21,5% — особи молодші 20 років, 62,2% — особи у віці 20—64 років, 16,3% — особи у віці 65 років та старші. Було 801 помешкань (у середньому 2,4 особи в помешканні).
Із загальної кількості 413 працюючих 51 був зайнятий в первинному секторі, 64 — в обробній промисловості, 298 — в галузі послуг.